# Districtul Maghnia
Maghnia este un district din provincia Tlemcen, Algeria.